# Großer Lärchenborkenkäfer

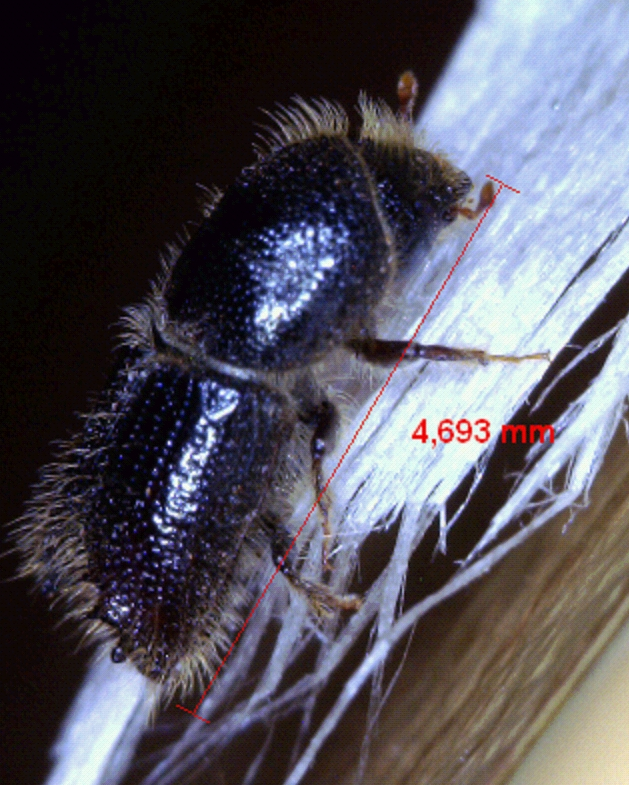
Lärchenborkenkäfer (vermessen mit Mikroskop)

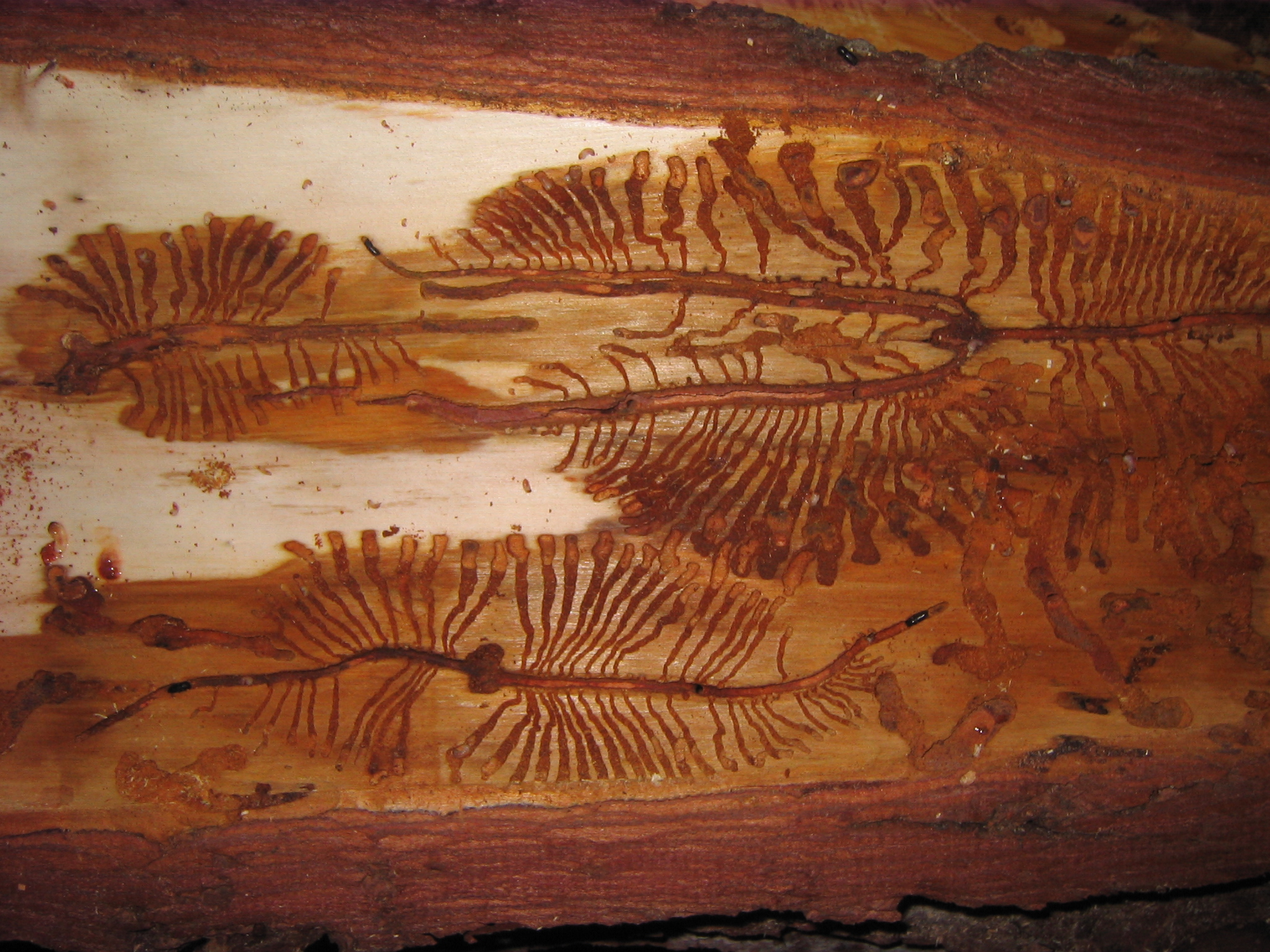
Brutgänge des großen Lärchenborkenkäfers

Der Große Lärchenborkenkäfer (Ips cembrae), auch Achtzähniger Lärchenborkenkäfer genannt, gehört zur Unterfamilie der Borkenkäfer (Scolytinae). Dort wird er den Rindenbrütern zugerechnet.

## Merkmale
Die Käfer erreichen eine Länge von fünf bis sechs Millimetern und sind dem Buchdrucker (Ips typographus) im Aussehen und in der Lebensweise sehr ähnlich. Der Abfall der Flügeldecken ist abgeschrägt und bei den Männchen und Weibchen fast gleich geformt. Der gebogene Spitzenrand ist horizontal etwas verflacht, glattrandig, ungekerbt und innen gerandet. Der erste Zwischenraum an der Naht vor dem Absturz ist mit einer Reihe kleiner Körnchen besetzt. Die Nähte der Fühlerkeule sind gebogen, die Naht des Basalgliedes der Fühlerkeule ist in der Mitte stark bogig vorgezogen. Die Stirn ist bei beiden Geschlechtern ganz matt, glanzlos, beim Weibchen stärker, beim Männchen schwächer granuliert. Stirnhöckerchen sind nicht ausgebildet. Der Halsschild ist etwas länger als breit, hinten parallel, vorn mehr elliptisch abgerundet, oben schwächer und mehr schuppig granuliert. Der Absturz der Flügeldecken ist längs der Naht und den vorderen Seiten lang behaart und am Grund zerstreut punktiert und glänzend.
Die Larven sind weiß, beinlos und etwas gekrümmt.

### Ähnliche Arten
- Ips amitinus (Eichhoff, 1871): Absturz glänzend, Fühlerkeulennähte gerade.[2]
- Ips duplicatus (Sahlberg, 1836) Abstand zwischen erstem und zweitem Zahn doppelt so groß wie zwischen zweitem und drittem.[2]
- Ips acuminatus (Gyllenhal, 1827) Zwischenräume punktiert, beim Männchen dritter und vierter Zahn an der Basis verwachsen, Weibchen nur mit drei Zähnen am Absturzrand.[2]
- Ips sexdentatus (Börner, 1776) An jeder Absturzseite sechs Zähne.[2]
- Ips typographus (Linnaeus, 1758) Absturz am Flügeldeckenende matt und locker punktiert, am Rand mit 4 + 4 Zähnen unterschiedlicher Größe und Form.[2]

## Vorkommen
Der Große Lärchenborkenkäfer ist in Mittel- und Südeuropa auf der Zirbelkiefer und im nördlichen Mitteleuropa auf der Europäischen Lärche (Larix decidua) zu finden. Die Art ist in Höhenlagen von 400 bis etwa 2000 Meter anzutreffen. Im unteren, dickborkigen Teil des Stammes kommt er häufig zusammen mit dem Lärchenbock (Tetropium gabrieli) vor.

## Lebensweise
Der Käfer bildet bei günstigen klimatischen Bedingungen und in Tieflagen zwei Generationen im Jahr, die von Ende April bis Mai und Mitte Juli bis Mitte August in Erscheinung treten. Die Art überwintert entweder als Larve in der Borke des Baumes oder als Imago in der Bodenstreu.
Das Fraßbild ähnelt dem von Ips amitinus, es ist aber größer und dicker. Einbohrlöcher befinden sich im Stammbereich. Es werden meist drei- oder mehrarmige, 6 bis 18 Zentimeter lange Sterngänge angelegt, die mit wenigen Ventilationslöchern versehen sind. Der Regenerationsfraß der Mutterkäfer schließt an die Muttergänge an.

## Forstwirtschaftliche Bedeutung
Der Große Lärchenborkenkäfer besiedelt im Gegensatz zu seinen nächsten Verwandten auch dünne Stämme, so dass es in trockenen Jahren zum flächenhaften Absterben von Stangenholzbeständen der Lärche kommen kann.